# Château d'Oroszvár
Le château d'Oroszvár, également appelé  château de Rusovce (en slovaque : Kaštieľ v Rusovciach), est un château néogothique qui se situe à Rusovce (en hongrois : Oroszvár ; en allemand : Karlburg), un quartier de la ville de Bratislava sur la rive droite du Danube, en Slovaquie.

## Histoire
Le domaine seigneurial d'Oroszvár en Haute-Hongrie a été acquis par la noble famille Zichy en 1646. Le château actuel a été construit de 1841 à 1846 pour le comte Emanuel Zichy de Ferraris (1808-1877) sur le site d'un ancien manoir du XVIe siècle, comprenant une structure médiévale incorporée dans les bâtiments ultérieurs. La façade a obtenu son aspect actuel en appliquant l'architecture néogothique qui imite le style Tudor anglais. Le manoir est entouré d'un parc à l'anglaise. Le domaine couvre 24 km2 sur les rives du Danube.
La première pierre a été posée le 11 juin 1843 par le chancelier autrichien Klemens Wenzel von Metternich, qui était un beau-frère du propriétaire du château. En tant que propriété des Zichy, le château d'Oroszvár était souvent le lieu de naissance et de mariage des membres de l'aristocratie. Il a été surnommé le « Windsor hongrois ». En 1872, la famille Zichy vendit la propriété à l'entrepreneur le comte Hugo Henckel von Donnersmarck (1811-1890), qui dirigea un haras nationalement connu pour les chevaux de course jusqu'en 1890, puis vendit à son tour le domaine.

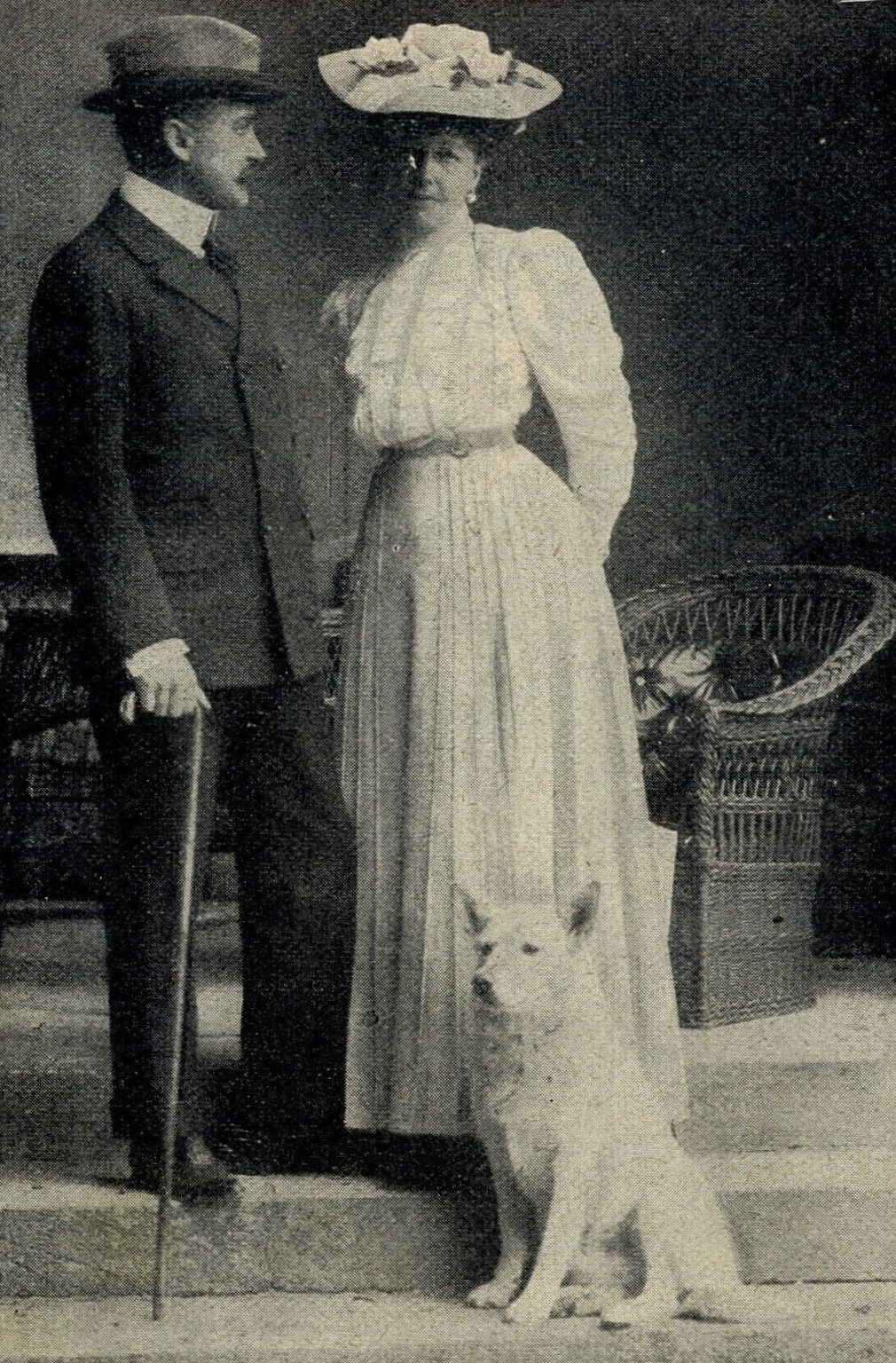
Le comte Elemér Lónyay et son épouse Stéphanie au château d'Oroszvár (1906).

En 1906, la propriété fut achetée par le comte (dès 1917 : prince) hongrois Elemér Lónyay (1863-1946), époux de la princesse Stéphanie de Belgique (1864-1945), veuve du prince héritier Rodolphe d'Autriche-Hongrie. À Noël de la même année, Bertha von Suttner a été hôte au château ; un article enthousiaste qu'elle a publié dans le quotidien Neue Freie Presse lui a valu les moqueries de l'écrivain Karl Kraus. Jusqu'à leur assassinat en 1914, l'archiduc François-Ferdinand d'Autriche et son épouse Sophie Chotek furent des invités récurrents. Le couple princier a vécu dans le manoir jusqu'au début de l'année 1945, lorsqu'il a dû fuir devant l'armée rouge. Stéphanie est morte peu, après le 23 août 1945 à l'abbaye territoriale de Pannonhalma en Hongrie. Elemér Lónyay, mort au même lieu, le 29 juillet 1946, a laissé le domaine à l'ordre bénédictin, qui avait donné refuge au couple pendant les dernières semaines de la Seconde Guerre mondiale.
En 1947, en raison du traité de paix de Paris, la Hongrie a dû céder le terrain au sud de Bratislava, sur la rive droite du Danube, à la République tchécoslovaque. Le gouvernement communiste de l'époque a saisi les lieux l'année suivante. Actuellement, le bâtiment est géré par le bureau du gouvernement de la République slovaque et est fermé au public. Le gouvernement a refusé de restituer le domaine à l'ordre bénédictin, qui, après en avoir appelé sans succès à la Cour constitutionnelle slovaque, a demandé une décision à la Cour européenne de justice en 2009.